# Rašín
Rašín (en allemand : Raschin) est une commune du district de Jičín, dans la région de Hradec Králové, en Tchéquie. Sa population s'élevait à 101 habitants en 2022.

## Géographie
Rašín se trouve à 5 km au sud-est de Hořice, à 26 km au sud-est de Jičín, à 18 km au nord-ouest de Hradec Králové et à 93 km à l’est-nord-est de Prague.
La commune est limitée par Jeřice au nord et à l'est, par Sovětice et Stračov au sud, et par Třebnouševes à l'ouest.

## Histoire
La première mention écrite de la localité date de 1143.

## Transports
Par la route, Rašín se trouve à 6 km de Hořice, à 22 km de Hradec Králové, à 30 km de Jičín et à 117 km de Prague. 